# John McLeod (explorador)
John McLeod (1795 - després de 1842) va ser un comerciant de pells i explorador escocès que desenvolupà les seves tasques a l'oest de l'actual Canadà, primer treballant al servei de la Companyia del Nord-oest i posteriorment de la Companyia de la Badia de Hudson. És recordat, principalment, per les exploracions de diversos rius que discorren pel sud-oest dels Territoris del Nord-oest, el sud del Territori del Yukon i el nord de la Colúmbia Britànica.
El 1816 va arribar a Mont-real, seu de la Companyia del Nord-oest, des d'on va ser assignat a la zona del riu Churchill com a oficinista. El 1821, després de la fusió de les dues companyies pelleteres, hauria treballat en diverses factories dels districtes de la Companyia de la Badia de Hudson al llac Athabasca i el riu Mackenzie. El 1823 va ser assignat com a director del centre comercial de Fort Simpson, a la desembocadura del riu Liard amb el Mackenzie, on romandria durant nou anys com a adjunt al comerciant en cap. Entre 1823 i 1824 va completar l'exploració de nou serralades veïnes al riu Nahanni Sud, durant la qual va entaular relacions comercials amb els kaska, una tribu de les Primeres Nacions.
L'expedició més important de McLeod va tenir lloc durant l'estiu de 1831, quan partint de Fort Simpson el 28 de juny, junt a vuit persones més, foren els primers europeus coneguts que remuntaren el curs del riu Liard, arribant fins al riu Dease, al qual van batejar, i al riu Frances, el qual remuntaren per error, pensant que era el curs principal del Liard. En total l'expedició va recórrer prop de 1.000 km i va establir contacte amb cinc tribus de les Primeres Nacions.
Arran d'aquest viatge el governador George Simpson va transferir breument McLeod al Departament de Mont-real, i després de tornada al Districte del riu Mackenzie. El 1834 va ser nomenat Comerciant en Cap de Fort Halkett, prop de la confluència dels rius Liard i Coal. Des d'aquest punt va emprendre una segona expedició pel Liard fins al riu Dease i el llac Dease. Viatjant a través de la divisòria entre l'Àrtic i el Pacífic descendí parcialment el riu Stikine, on es trobà amb les tribus costaneres de les Primeres Nacions, que comerciaven amb els russos.
El 1835, després d'una breu temporada a Fort Liard, va ser transferit a Fort Vancouver, al Districte de Columbia, on va dur a terme negociacions comercials sobre les pells amb estatunidencs i russos. Aquests viatges el van portar a llocs tan llunyans com el nord de Califòrnia i Wyoming.
Després de vint-i-sis anys com a comerciant de pells en alguna de les regions més remotes del continent, als quaranta-set anys, McLeod abandonà la Companyia de la Badia de Hudson el 1842, retornant a la Gran Bretanya, on se li perd la pista.
El mont McLeod, localitzat a l'oest de la petita localitat de Dease Lake, Colúmbia Britànica, va ser nomenat en la seva memòria.